# Jon Landau (muziekproducent)
Jon Landau (14 mei 1947) is een Amerikaanse muziekrecensent en -producent en manager die bekendheid verwierf door zijn werk met Bruce Springsteen.
Landau werkte als muziekrecensent en schreef onder andere voor Rolling Stone. In 1974 schreef hij een artikel in The Real Paper waarin bij beweerde: "I saw rock and roll's future and its name is Bruce Springsteen!", een vaak aangehaald citaat. Vanaf 1975 werd Landau door Springsteen als co-producent aangezocht, een rol die hij tot 1992 vervulde. Hij werkte ook met artiesten als MC5, Jackson Browne, Natalie Merchant, Alejandro Escovedo en Shania Twain.